# (746) Marlu
(746) Marlu es un asteroide perteneciente al cinturón de asteroides descubierto el 1 de marzo de 1913 por Franz Heinrich Kaiser desde el observatorio de Heidelberg-Königstuhl, Alemania.
Está nombrado en honor de la física Marie-Louise «Marlu» Kaiser, hija del descubridor.